# تریر اسکاتلندی
تریر اسکاتلندی
یک سگ با اصلیت اسکاتلندی است و اغلب سیاه رنگ، سگ جرج بوش بارنی نیز از همین نوع بود. تریرهای اسکاتلند تا سال ۱۸۷۳ تنها شامل گروه از سگها و تحت عنوان scotch terrier می‌شدند

## رفتار
سگی باهوش و مغرور است به اعضای خانواده‌ای که در آن بزرگ می‌شود علاقهٔ بسیار نشان می‌دهد و در برابر غریبه‌ها بی‌تفاوت است
با کوچک‌ترین سر زنش آزرده می‌شود تربیت این نژاد به صبر و حوصله بسیار زیاد احتیاج دارد

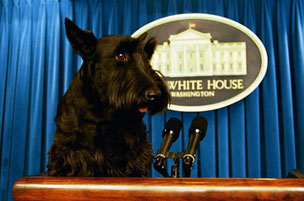
سگ جرج بوش

## ویژگی‌های ظاهری
پوزه این سگ قوی بوده ولی خیلی طویل نیست، بینی او سیاه است چشمهایش پهن و قهوه ای رنگ هستند.
گوش‌ها کوچک بوده و به خوبی ایستاده‌اند.
بدنی عضلانی، قوی، فعال و ارتجاعی دارند.
به استثناء رنگ سفید ممکن است هر رنگی باشند.

## نگهداری
- کوتاه کردن موها ۲ بار در سال.
- حمام کردن یک هفته به یک هفته.
- پیاده‌روی مستمر.

## اندازه
وزن در نرها = ۷ کیلوگرم
وزن در ماده‌ها = ۶/۵ کیلوگرم
اندازه در نرها = ۲۵ سانتی‌متر
اندازه در ماده‌ها = ۲۲ سانتی‌متر